# Fontainemore
Fontainemore est une commune italienne alpine de la région Vallée d'Aoste.
Elle fait partie de la communauté de montagne Mont-Rose et des plus beaux bourgs d'Italie.

## Toponymie
Le toponyme Fontainemore dérive sans doute d'une ancienne fontaine appelée « Fontaine de Saint-Maur », des insectes lumineux présents dans cette fontaine auraient rendu son eau fluorescente. Selon une autre version, le nom serait issu de « Fontaine de la mort » à cause de la présence d’arsenic dans ses eaux.

## Géographie

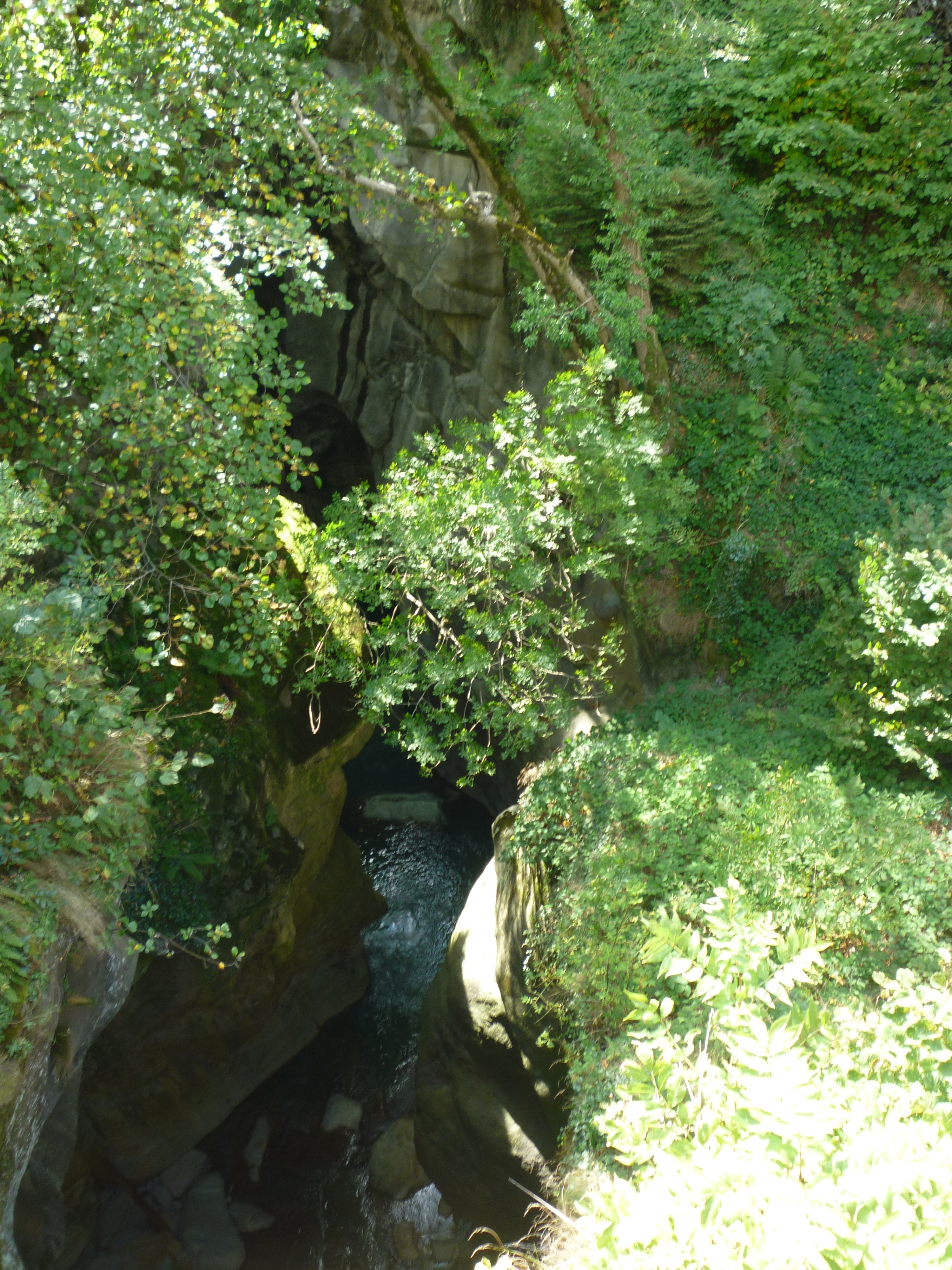
Le Gouffre de Guillemore.

Fontainemore se situe dans la moyenne vallée du Lys, près de la cluse de Guillemore. C'est la commune la plus orientale de la Vallée d'Aoste.
La plupart du territoire de la commune de Fontainemore fait partie de la réserve naturelle du mont Mars.

### Hameaux
Barme, Borney, Chuchal, Clapasson, Coré, Espaz, Farettaz, Niana, Pian Pervero, Pillaz, Planaz, Plan Coumarial, Théa, Versa

### Communes limitrophes
Andorno Micca (BI), Biella (BI), Issime, Lillianes, Pollone (BI), Sagliano Micca (BI)

## Histoire
Selon une légende, en 543 le moine Saint Maurice gagna un petit village de la vallée du Lys en passant par le col de la Balme, en provenance d'Oropa. Il s'assit sur une pierre sur la petite place du village, d'où de l'eau jaillit soudainement. Il exhorta alors la population a bâtir une chapelle dédiée à Saint Antoine l'ermite, qui fut terminée au VIIe siècle. En souvenir de la source d'eau, le village fut nommé Fontaine-Maure.
Selon une autre légende, le nom dérive de Fontana Mora, c'est-à-dire fontaine sombre, à cause de la couleur de l'eau, due aux algues qui couvraient son fond.
Fontainemore a été siège cantonal de l'Arrondissement d'Aoste, de 1802 à 1814.

### La paroisse de Fontainemore

L'église paroissiale Saint-Antoine.

La chapelle Saint-Antoine était le lieu de prière des fontainemorains, et un curé d'un village voisin s'y rendait une fois par semaine pour y célébrer la messe. En 732, la paroisse de Perloz fut constituée, et celle de Fontainemore y fit partie jusqu'au 29 septembre 1483, lorsque les requêtes des fontainemorains furent accueillies. La paroisse de Fontainemore ne devint toutefois indépendante de celle de Perloz qu'en 1693.

### Les seigneurs de Vallaise
La Maison de Vallaise, la deuxième famille noble valdôtaine par importance après la maison de Challant, parut pour la première fois dans la vallée du Lys au XIIe siècle (à partir de Arduçon de Arnado), et y restèrent jusqu'au XVIIIe siècle, en y exerçant l'autorité du point de vue administratif et judiciaire. Plusieurs documents indiquent que Fontainemore a été le chef-lieu de la circonscription judiciaire des seigneurs de Vallaise pendant plus de 155 ans (de 1592 à 1777). Les audiences avaient lieu au village Colombit, où étaient aussi prononcés les jugements.

### L'école

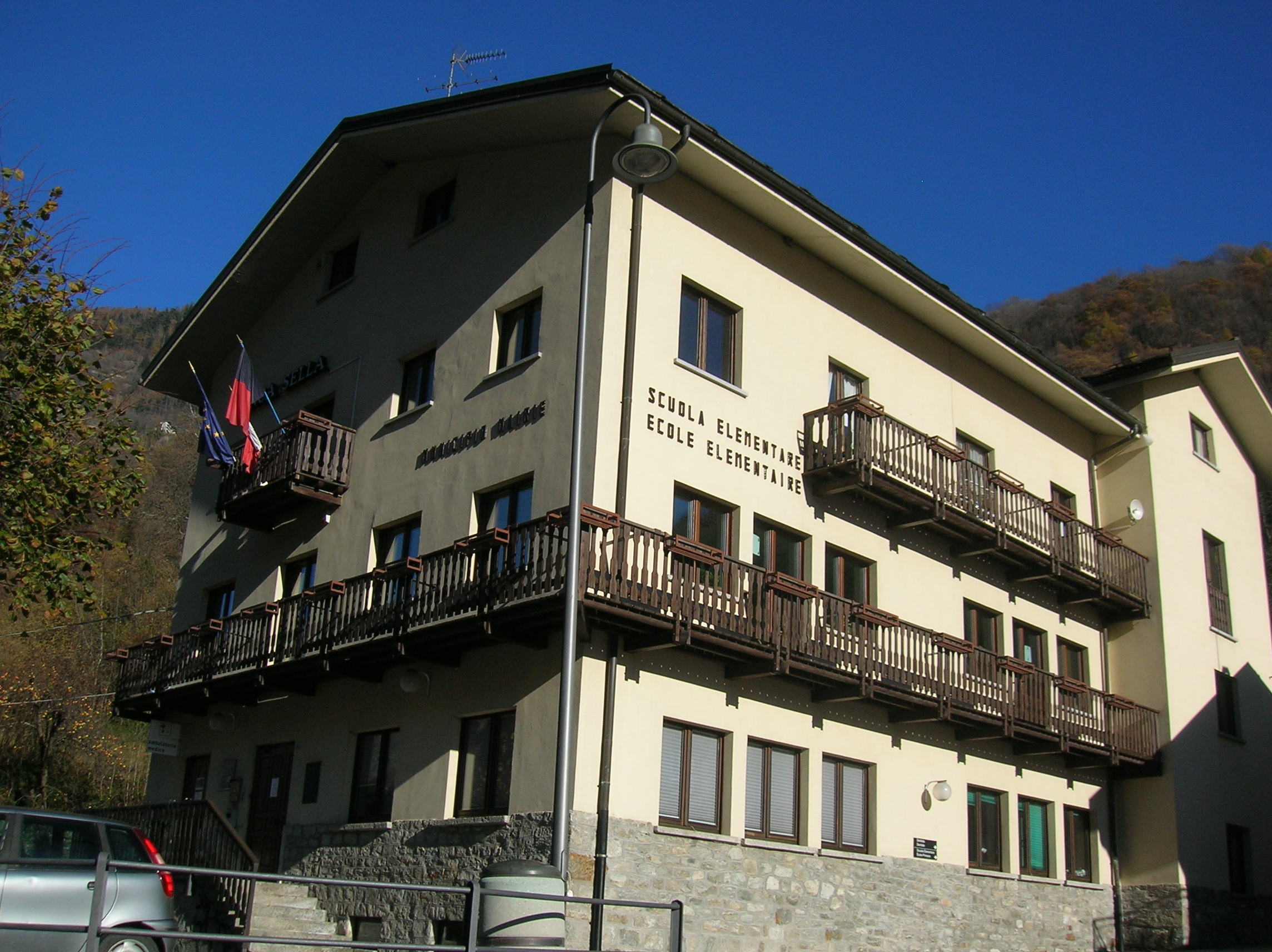
La maison communale et l'école.

En 1678, un maçon de Fontainemore, Jean-Pierre Aguettaz, offrit mille écus pour construire une école. Le petit bourg devint donc le siège de la première école de hameau de la Vallée d'Aoste. Entre le XVIIIe et le XIXe siècle, six hameaux disposaient d'une école, et au chef-lieu se trouvaient aussi une école maternelle et une école secondaire de géométrie.

### L'émigration
L'émigration a été une condition habituelle des fontainemorains au cours des siècles. En particulier, les flux saisonniers étaient constitués par les maçons, qui se rendaient notamment dans les régions limitrophes françaises (surtout en Savoie) et suisses (surtout en Valais). Vers la fin du XIXe et le début du XXe siècle, l'émigration devint une condition définitive.

## Langue
Fontainemore, commune de langue francoprovençale, marque la limite ethnico-linguistique entre le domaine francoprovençal-latin et le domaine alémanique. La commune d'Issime, qui se trouve juste en amont, est de langue et de culture allemande. Le gouffre de Guillemore marque symboliquement cette limite.

## Culture locale et patrimoine

### Les reliques deSaint Grat
L'émigration des maçons fontainemorains est liée à une tradition. En 1380, les reliques de Saint Grat ont été volées de la cathédrale d'Aoste. Des maçons qui travaillaient en Savoie les ont retrouvées et les ont ramenées en Vallée d'Aoste par le col du Mont à travers le Valgrisenche et surplombant un lac qui fut renommé Lac de Saint-Grat en son honneur. En souvenir de cet événement, encore aujourd'hui des maçons de Fontainemore, habillés en costume traditionnel, portent les reliques du saint lors de la procession à Aoste le jour de la Saint-Grat (7 septembre).

### Patrimoine culturel
- Écomusée de la moyenne montagne, au lieu-dit Pra-dou-Sas.

### Patrimoine naturel
- Réserve naturelle du mont Mars
- Le gouffre de Guillemore, sur le Lys, affluent de la Doire baltée. Un sentier conduit au gouffre, faisant partie de la Route des gouffres qui le relie à Champorcher (Gouille du Pourtset), à Pontboset (Gouffre de Ratus) et à Hône (les trois gouilles de Hône).

### Sport
À Fontainemore se situe le site d'escalade « Gabriel Beuchod ».

## Administration
| Période                                  | Période     | Identité        | Étiquette     | Qualité  |
| ---------------------------------------- | ----------- | --------------- | ------------- | -------- |
| 12 juin 1985                             | 8 mai 2000  | Marco Thoux     | PCI, PDS      | Syndic   |
| 9 mai 2005                               | 24 mai 2010 | Giampiero Girod | Liste civique | Syndic   |
| 24 mai 2010                              | En cours    | Speranza Girod  | Liste civique | Syndique |
| Les données manquantes sont à compléter. |             |                 |               |          |

## Personnalités liées à Fontainemore

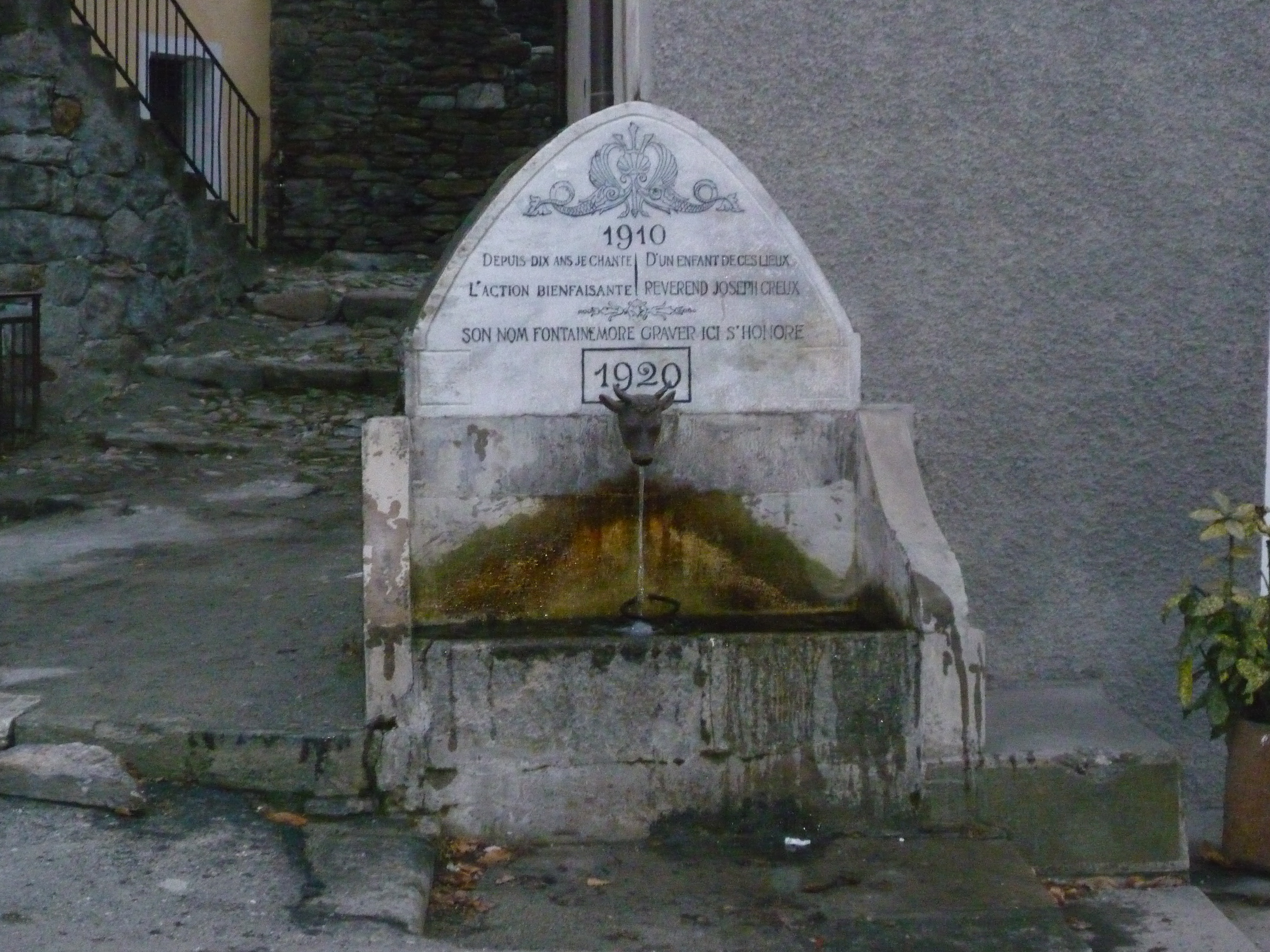
Fontaine dédiée au révérend Joseph Creux, originaire de Fontainemore.

- François-Marie Dandrès (Fontainemore, 4 juillet 1791 – Ayas, 7 décembre 1866), curé d'Ayas, il s'occupe de l'éducation et fait bâtir les écoles de hameau d'Antagnod et de Champoluc (1819), il fait restaurer des édifices religieux et fait élargir l'église d'Antagnod.

## Fêtes, foires
- Fête patronale de Fontainemore le 17 janvier ;
- Tous les cinq ans, la Procession au sanctuaire d'Oropa (près d'Oropa, sur le versant piémontais), sans doute la procession mariale la plus ancienne du val d'Aoste, dont des références ont été trouvées, datant du 1557 (Voir le lien externe au fond de l'article) ;
- Eunna neuit à Boures de Gris (du patois, Une nuit à Bourg de Gris) : veille dans les ruelles du bourg au bord du Lys, où l'on peut goûter les produits locaux ;
- Marché tous les mercredis.